# Vitis pedicellata
Vitis pedicellata är en vinväxtart som beskrevs av Marmaduke Alexander Lawson. 
Vitis pedicellata ingår i släktet vinsläktet, och familjen vinväxter. Inga underarter finns listade i Catalogue of Life.